# Чемпіонат СРСР з легкої атлетики в приміщенні 1977
Чемпіонат СРСР з легкої атлетики в приміщенні 1977 року був проведений 19-20 лютого в Мінську в Палаці легкої атлетики Червонопрапорного Білоруського військового округу.
Чемпіонат носив особистий характер, командна першість не розігрувалась. 
Гіана Романова здобула дві перемоги на турнірі, в бігу на 1500 та 3000 метрів. 
В чемпіонаті брала участь майбутня рекордсменка світу на дистанціях 400 та 800 метрів чешка Ярміла Кратохвілова. В 1977 році вона ще була далека від своїх кращих результатів і фінішувала другою в бігу на 400 метрів. 
Формально до програми змагань чемпіонату в приміщенні (і це був єдиний раз за всю історію їх проведення) входила також одна дисципліна (метання молота), яка проводилась на відкритому повітрі. Зимові же чемпіонати СРСР з метань (до програми яких входитиме метання молота) окремо почнуть проводитись з 1981 року.

## Медалісти

### Чоловіки
| Дисципліни            | Золото                              | Золото    | Срібло                            | Срібло    | Бронза                        | Бронза    |
| --------------------- | ----------------------------------- | --------- | --------------------------------- | --------- | ----------------------------- | --------- |
| 60 метрів             | Микола Колесников Ленінград         | 6,68      | Валерій Борзов Київ               | 6,70      | Олександр Аксинін Ленінград   | 6,76      |
| 400 метрів            | Маріан Гешицький Польща             | 47,8      | Володимир Носенко Гродно          | 48,2      | Павло Литовченко Москва       | 48,4      |
| 800 метрів            | Володимир Пономарьов Ростов-на-Дону | 1.49,4    | Віктор Анохін Уфа                 | 1.49,5    | Анатолій Печериця Севастополь | 1.50,0    |
| 1500 метрів           | Анатолій Мамонтов Кишинів           | 3.46,2    | Янош Земен Угорщина               | 3.46,6    | Євген Копейкін Краснодар      | 3.47,3    |
| 3000 метрів           | Анатолій Недибалюк Вінниця          | 8.06,6    | Микола Немцов Воронеж             | 8.07,2    | Штефан Полак Чехословаччина   | 8.07,3    |
| 5000 метрів           | Валентин Зотов Мінськ               | 13.51,0   | Леонід Мосєєв Челябінськ          | 13.53,4   | Арташес Мікоян Єреван         | 13.53,6   |
| 60 метрів з бар'єрами | В'ячеслав Кулебякін Ленінград       | 7,74      | Едуард Переверзєв Москва          | 7,78      | Вернер Беккер НДР             | 7,82      |
| Ходьба 10000 метрів   | Борис Яковлєв Київ                  | 42.21,6   | Анатолій Соломін Київ             | 42.22,6   | Петро Поченчук Гродно         | 42.41,2   |
| Стрибки у висоту      | Олександр Григор'єв Мінськ          | 2,28 м    | Володимир Андрєєв Московська обл. | 2,24 м    | Станіслав Молотілов Куйбишев  | 2,24 м    |
| Стрибки з жердиною    | Володимир Трофименко Ленінград      | 5,50 м    | Юрій Ісаков Свердловськ           | 5,30 м    | Олексій Дудка Ростов-на-Дону  | 5,20 м    |
| Стрибки у довжину     | Гжегож Цибульський Польща           | 7,84 м    | Іван Лобач Гродно                 | 7,66 м    | Василь Галиней Львів          | 7,64 м    |
| Потрійний стрибок     | Яак Уудмяе Тарту                    | 16,72 м   | Анатолій Піскулін Ленінград       | 16,50 м   | Микола Соловей Львів          | 16,45 м   |
| Штовхання ядра        | Анатолій Ярош Ворошиловград         | 19,80 м   | Євген Миронов Ленінград           | 19,26 м   | Рімантас Плунге Каунас        | 19,13 м   |
| Семиборство           | Костянтин Ахапкін Москва            | 5540 очок | Валерій Качанов Кишинів           | 5517 очок | Володимир Ячменьов Мінськ     | 5386 очок |

#### Просто неба
| Дисципліни     | Золото                       | Золото  | Срібло          | Срібло  | Бронза              | Бронза  |
| -------------- | ---------------------------- | ------- | --------------- | ------- | ------------------- | ------- |
| Метання молота | Валентин Дмитренко Запоріжжя | 73,12 м | Юрій Сєдих Київ | 70,06 м | Борис Зайчук Москва | 69,30 м |

### Жінки
| Дисципліни            | Золото                      | Золото    | Срібло                             | Срібло    | Бронза                      | Бронза    |
| --------------------- | --------------------------- | --------- | ---------------------------------- | --------- | --------------------------- | --------- |
| 60 метрів             | Людмила Сторожкова Москва   | 7,25      | Ольга Смирнова Омськ               | 7,38      | Марина Сидорова Ленінград   | 7,40      |
| 400 метрів            | Марина Сидорова Ленінград   | 53,5      | Ярміла Кратохвілова Чехословаччина | 53,7      | Наталія Соколова Москва     | 54,6      |
| 800 метрів            | Світлана Стиркіна Москва    | 2.03,6    | Елжбіта Католік Польща             | 2.04,1    | Надія Мушта Брянськ         | 2.06,0    |
| 1500 метрів           | Гіана Романова Чебоксари    | 4.17,7    | Катерина Поривкіна Московська обл. | 4.21,8    | Наталія Кузнецова Ленінград | 4.24,3    |
| 3000 метрів           | Гіана Романова Чебоксари    | 9.03,6    | Ірина Бондарчук Ленінград          | 9.06,7    | Світлана Ульмасова Андижан  | 9.14,0    |
| 60 метрів з бар'єрами | Маргіт Бартковяк НДР        | 8,32      | Тетяна Анісімова Ленінград         | 8,34      | Любов Нікітенко Алма-Ата    | 8,39      |
| Стрибки у висоту      | Тетяна Бойко Вітебськ       | 1,89 м    | Тетяна Денисова Орел               | 1,86 м    | Алла Федорчук Мінськ        | 1,86 м    |
| Стрибки у довжину     | Тетяна Скачко Ворошиловград | 6,60 м    | Джина Панаїт Румунія               | 6,57 м    | Ірина Тимофєєва Йошкар-Ола  | 6,42 м    |
| Штовхання ядра        | Світлана Крачевська Москва  | 19,60 м   | Віра Цапкаленко Одеса              | 19,59 м   | Тамара Буфетова Москва      | 18,79 м   |
| П'ятиборство          | Катерина Смирнова Рибінськ  | 4553 очки | Ольга Рукавишнікова Казань         | 4276 очок | Зоя Спасовходська Москва    | 4215 очок |

## Медальний залік
| Місце | Команда        | Золото | Срібло | Бронза | Загалом |
| ----- | -------------- | ------ | ------ | ------ | ------- |
| 1     | УРСР           | 5      | 4      | 3      | 12      |
| 2     | РРФСР          | 4      | 9      | 5      | 18      |
| 3     | Ленінград      | 4      | 4      | 3      | 11      |
| 4     | Москва         | 4      | 1      | 5      | 10      |
| 5     | Білоруська РСР | 3      | 2      | 3      | 8       |
| 6     | Польща         | 2      | 1      | 0      | 3       |
| 7     | Молдавська РСР | 1      | 1      | 0      | 2       |
| 8     | НДР            | 1      | 0      | 1      | 2       |
| 9     | Естонська РСР  | 1      | 0      | 0      | 1       |
| 10    | Чехословаччина | 0      | 1      | 1      | 2       |
| 11    | Румунія        | 0      | 1      | 0      | 1       |
| 11    | Угорщина       | 0      | 1      | 0      | 1       |
| 13    | Вірменська РСР | 0      | 0      | 1      | 1       |
| 13    | Латвійська РСР | 0      | 0      | 1      | 1       |
| 13    | Узбецька РСР   | 0      | 0      | 1      | 1       |
| 13    | Казахська РСР  | 0      | 0      | 1      | 1       |